# Hard Ball
"Hard Ball", alternativamente conhecido como "Negotiation", é o 15.° episódio da primeira temporada da série de televisão de comédia de situação norte-americana 30 Rock. Teve o seu enredo escrito por Matt Hubbard, um dos co-produtores da temporada, e foi realizado por Don Scardino, um dos produtores supervisores da temporada. A sua transmissão nos Estados Unidos ocorreu a 15 de Fevereiro de 2007. Os actores convidados que apareceram no episódio foram Rachel Dratch, Keith Powell, Lonny Ross, Katrina Bowden, Grizz Chapman, e Kevin Brown. Chris Matthews e Tucker Carlson interpretaram versões fictícias de si próprios.
No episódio, o estagiário Kenneth Parcell (interpretado por Jack McBrayer) junta-se à comitiva do astro do TGS Tracy Jordan (Tracy Morgan), que se revela pouco contente com esta adição com o passar do tempo. Entretanto, a actriz Jenna Maroney (Jane Krakowski) expressou-se erronamente em uma entrevista e esforça-se para limpar o seu nome na imprensa através de uma entrevista com Matthews e Carlson no programa Harball with Chris Matthews. Não obstanre, o executivo Jack Donaghy (Alec Baldwin) decide iniciar as negociações do novo contrato de Josh Girard (Lonny Ross), muito para o descontamento da sua chefe Liz Lemon (interpretada por Tina Fey), que não gosta das novas condições.
A resposta da crítica especialista em televisão do horário nobre foi universalmente positiva, que elogiou bastante o desempenho de Baldwin e uma melhor adequação da personagem interpretada por Krakowski. De acordo com os dados publicados pelo sistema de mediação de audiências Nielsen Ratings, o episódio foi assistido por uma média de 4,61 milhões de telespectadores norte-americanos, a menor quantidade atingida pela série até então, e foi-lhe atribuída a classificação de 2,4 e cinco de share no perfil demográfico dos telespectadores entre os 18 aos 49 anos de idade.

## Produção
"Hard Ball" foi dirigido por Don Scardino, um produtor supervisor da temporada, e o seu argumento foi escrito por Matt Hubbard, um co-produtor da temporada. Esta foi a segunda vez que Hubbard trabalhou no guião de um episódio de 30 Rock, sendo "The Rural Juror" o seu primeiro trabalho na série. Este é o terceiro crédito de direcção por Scardino, sendo "Jack-Tor" e "Black Tie" os seus dois primeiros trabalhos como director no seriado. "Hard Ball" foi emitido a 22 de Fevereiro de 2007 pela rede de televisão National Broadcasting Company (NBC) como o décimo quinto episódio da primeira temporada de 30 Rock. Na sua autobiografia Bossypants (2011), Tina Fey — criadora, produtora exeuctiva, argumentista-chefe e actriz principal de 30 Rock — apontou "Hard Ball" como o seu episódio favorito dentre os que tiveram o guião escrito por Hubbard.

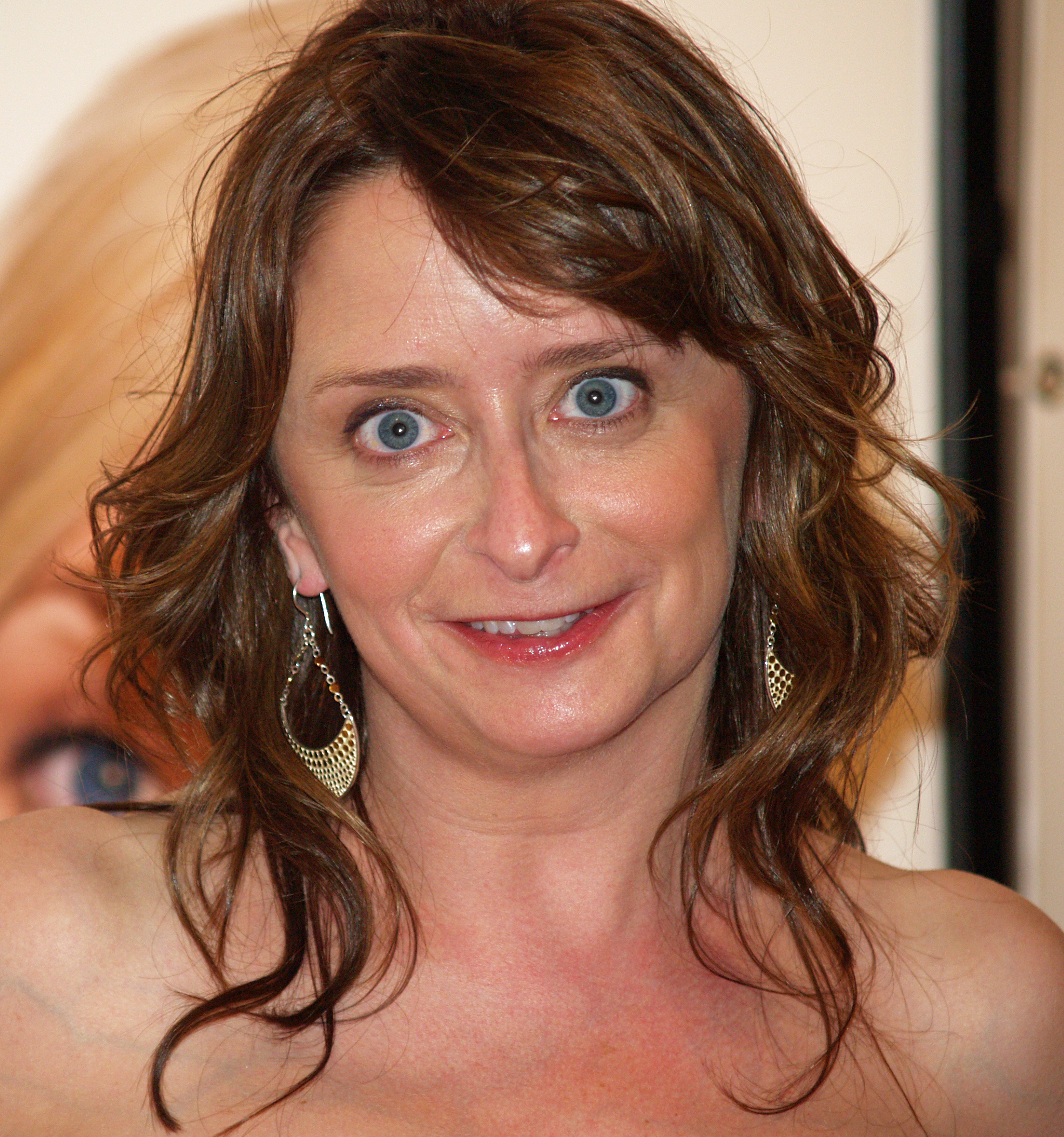
"Hard Ball" marcou a décima participação de Rachel Dratch em 30 Rock.

Rachel Dratch, parceira de longa data e companheira de comédia de Fey no SNL, foi originalmente escolhida para interpretar a personagem Jenna Maroney. Dratch interpretou o papel no episódio piloto original do seriado, nunca transmitido na televisão. No entanto, em Agosto de 2006, foi anunciado que a actriz Jane Krakowski iria substituir Dratch neste papel, com esta última interpretando várias personagens diferentes ao longo da série. Segundo Fey, Dratch era "melhor adaptada para interpretar uma variedade de personagens secundárias excêntricas," e o papel de Jenna era para ser desempenhado em "linha recta." "Ambos Tina e eu obviamente adoramos Rachel, e nós queríamos encontrar uma maneira na qual pudéssemos explorar a sua força," afirmou o produtor Lorne Michaels em entrevista à revista Variety. Neste episódio, no qual participou como a activista líder Martha Blanch, Dratch fez a sua décima participação. Um dos activistas protestantes escreveu a frase bíblica "Eclesiastes 10:19" no seu letreiro, que diz: "As festas ajudam a gente a se divertir, e o vinho ajuda a gente a se alegrar; mas sem dinheiro não se pode ter nem uma coisa nem outra."
O actor e comediante Judah Friedlander, intérprete da personagem Frank Rossitano em 30 Rock, é conhecido pelos seus bonés de camioneiro de marca registada que usa dentro e fora da personagem Frank. Os chapéus normalmente apresentam palavras ou frases curtas estampadas neles. Friedlander afirmou que ele próprio é quem faz os acessórios. Revelou também que "alguns deles são brincadeiras íntimas, e alguns são simplesmente piadas." A ideia veio do persona de Friedlander nas suas apresentações de comédia stand-up, nas quais os objectos de adorno estão todos estampados com a escrita "campeão mundial" em línguas e aparências diferentes. Neste episódio, Frank usa um boné que lê "Squeeze It".

## Enredo
Quando o contrato de Josh Girard (interpretado por Lonny Ross) precisa de uma renovação, Jack Donaghy (Alec Baldwin) entra em modo de negociação com ele. Jack está a pensar em poupar dinheiro com o desfecho das negociações, então Liz Lemon (Tina Fey), ao saber disto, avisa Josh para tomar cuidado. Mais tarde, pensando que Josh está doente, Liz vai para um restaurante para encomendar uma sopa para Josh e, quando está lá, vê-o a falar com o produtor do The Daily Show, o que irrita Liz, que decide ajudar Jack na negociação. Quando Josh e o seu agente retornam para iniciar as negociações, acreditando que a oferta do The Daily Show estava sobre a mesa, Jack revela imediatamente que conseguiu retirar a oferta do The Daily Show, deixando assim Josh sem poder de negociação. Jack então oferece a Josh as mesmas condições do seu contrato anterior, mas Liz, aborrecida porque Josh não sofreu por sua "traição" por falar com outro seriado, ordena Josh a fazer o breakdance.
Enquanto isso, Jenna Maroney (Jane Krakowski) começa a ter problemas depois de ter sido citada erroneamente na revista Maxim, supostamente dizendo que odeia as tropas nacionais. Isso aconteceu porque Jenna ouviu mal o entrevistador e pensou que ele quis dizer trupes de teatro. A indignação resultante faz com que Jack arranje-a uma entrevista no programa Hardball with Chris Matthews para esclarecer a confusão construída em volta dos seus comentários. Durante a entrevista, Jenna confunde o nome do terrorista Osama bin Laden com o então senador Barack Obama, que estava disputando a indicação do Partido Democrata para Presidente dos Estados Unidos. Uma nova tentativa de limpar o nome de Jenna sai pela culatra quando suásticas (卍) são acidentalmente erguidas durante a emissão ao vivo do The Girlie Show with Tracy Jordan.
Em outros lugares, Tracy Jordan (Tracy Morgan) permite que Kenneth Parcell (Jack McBrayer) torne-se membro da sua comitiva. Porém, à medida que Kenneth vai andando com Tracy, este último descobre que os outros dois membros da comitiva — Grizz Griswold (Grizz Chapman) e Dot Com Slattery (Kevin Brown) — têm feito-o viver uma mentira, como deixavam-no ganhar em jogos de Halo, Trivial Pursuit e basquetebol. Tracy "despede" Grizz e Dot Com da comitiva, mas a sua união com Kenneth não se desfaz. Grizz e Dot Com resgatam Tracy quando este é cercado por uma multidão na entrada do 30 Rockefeller Plaza, que está a protestar contra a polémica causada por Jenna.

## Transmissão e repercussão

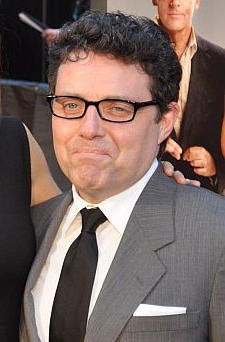
O sonoplasta Jeff Richmond recebeu uma nomeação para um prémio Primetime Emmy Creative Arts pelo seu trabalho no tema de abertura.

Nos Estados Unidos, "Hard Ball" foi transmitido originalmente na noite de 22 de Fevereiro de 2007 através da NBC, como o 15.° episódio da primeira temporada de 30 Rock. Naquela noite, de acordo com as estatísticas reveladas pelo serviço de mediação de audiências Nielsen Ratings, foi visto por uma média de 4,61 milhões de telespectadores, o número mais baixo já reunido pelo seriado, e recebeu a classificação de 2,4 e cinco de share no perfil demográfico de telespectadores entre os dezoito aos 49 anos de idade. O 2,4 refere-se a 2,4 por cento de todas as pessoas entre os dezoito aos 49 anos de idade nos EUA, e os cinco refere-se a cinco por cento de todas as pessoas de dezoito a 49 anos de idades assistindo televisão no momento da transmissão. "Hard Ball" reteve 86 por cento dos telespectadores entre as idades dos dezoito aos 49 que tinham visto o episódio "My Therapeutic Month", da série de televisão Scrubs, assistido em 8,30 milhões de agregados familiares e transmitido antes de "Hard Ball". Na semana de 19 a 25 de Fevereiro, 30 Rock posicionou-se em quinto e último lugar por entre os outros programas exibidos no horário nobre de quinta-feira pela emissora, perdendo para ER, My Name Is Earl, The Office e Scrubs, respectivamente.
| Críticas profissionais | Críticas profissionais |
| Avaliações da crítica  | Avaliações da crítica  |
| Fonte                  | Avaliação              |
| ---------------------- | ---------------------- |
| A.V. Club              | B+                     |
| AOL                    | (positiva)             |
| Entertainment Weekly   | (positiva)             |
| IGN                    | 8,3/10                 |

Na sua análise para a coluna televisiva TV Squad do portal AOL, na qual considerou todos os enredos como "brilhantes," Julia Ward aplaudiu o desempenho de Alec Baldwin, elogiando a sua actuação "de ouro," assim como a sua transmissão de frases. Acrescentou ainda que esta grande actuação de Baldwin "não foi exclusiva para este episódio," e foi o que lhe rendeu o prémio Globo de Ouro. "... foi gratificante ver um seriado a se organizar como 30 Rock [tem feito] nas últimas semanas — acomodando-se no seu ritmo [e] encontrando o seu rumo." Segundo o analista de televisão Eric Goldman na sua análise para o portal britânico IGN, este episódio "fez um trabalho muito hábil ao fazer malabarismo com três histórias diferentes, todas as quais transmitiram risadas sólidoa." Goldman achou que a equipa de 30 Rock finalmente descobriu "melhores usos para Jenna, e este episódio providenciou alguns momentos agradáveis a ela." Ele também gostou da sub-trama "decente" de Tracy e Kenneth. Henry Goldblatt, para a revista electrónica Entertainment Weekly, considerou "Hard Ball" e "The Break-Up" como "alguns dos episódios mais fortes" da primeira temporada de 30 Rock.
Na 59.ª cerimónia anual dos prémios Primetime Emmy Creative Arts, decorrida na noite de 8 de Setembro de 2007, Jeff Richmond, compositor dos temas musicais de 30 Rock e ainda produtor executivo, recebeu uma nomeação na categoria Melhor Música Tema de Abertura pelo seu trabalho em "Hard Ball". Porém, foram Steve Morantz e Joe Foglia que saíram vencedores pelo seu trabalho no episódio "Arise, My Lord" do seriado The Tudors. Na 65.ª cerimónia anual dos prémios do Corporação de Argumentistas Norte-americanos (WGA), o argumentista Matt Hubbard recebeu uma nomeação na categoria Melhor Comédia Episódica pelo seu trabalho no guião de "Hard Ball". Todavia, foram Paul Lieberstein e Michael Schur que venceram, pelo seu trabalho no episódio "The Job" do seriado The Office.